# Прибоју (Татарани)
Прибоју (рум. Priboiu) насеље је у Румунији у округу Дамбовица у општини Татарани. Oпштина се налази на надморској висини од 388 m.

## Становништво
Према подацима из 2002. године у насељу је живело 1000 становника, од којих су сви румунске националности.